# ريتشارد سيرز (تنس)
ريتشارد سيرز (بالإنجليزية: Richard Sears)‏ كان لاعب كرة مضرب أمريكي بدأ مسيرته كمحترف سنة 1880 وكان يلعب باليد اليمنى، اعتزل اللعب في 1888. كما أنه أحد أبطال الجراند سلام. أعلى تصنيف له في الفردي كان المركز الـ 5 في سنة 1887.

## روابط خارجية
- ريتشارد سيرز على موقع رابطة محترفي التنس (الإنجليزية)
- ريتشارد سيرز على موقع قاعة مشاهير كرة المضرب الدولية (الإنجليزية)
- ريتشارد سيرز على موقع أرشيف التنس.كوم (الإنجليزية)